# Dorina Cătineanu
Dorina Cătineanu (* 20. Januar 1950) ist eine ehemalige rumänische Weitspringerin.
1975 gewann sie Gold bei den Leichtathletik-Halleneuropameisterschaften in Kattowitz und Silber bei der Sommer-Universiade in Rom.
Ihre persönliche Bestleistung von 6,50 m stellte sie am 21. Juli 1974 in Bukarest auf.